# فورمينتيرا
فُرمِنتيرة أو (نقحرة: فورمينتيرا) (بالإسبانية: Formentera) هي إحدى الجزر الأربعة المكونة لأرخبيل جزر البليار، وهي أيضاً إحدى بلديات منطقة جزر البليار.

## الديموغرافيا
بلغ عدد سكان جزيرة فُرمنتيرة 10.365 نسمة عام 2011 (وفقاً للمعهد الوطني للإحصاء الإسباني).
| 5.353 | 5.999 | 7.461 | 7.506 | 8.442 | 9.552 | 10.365 |

## معرض صور

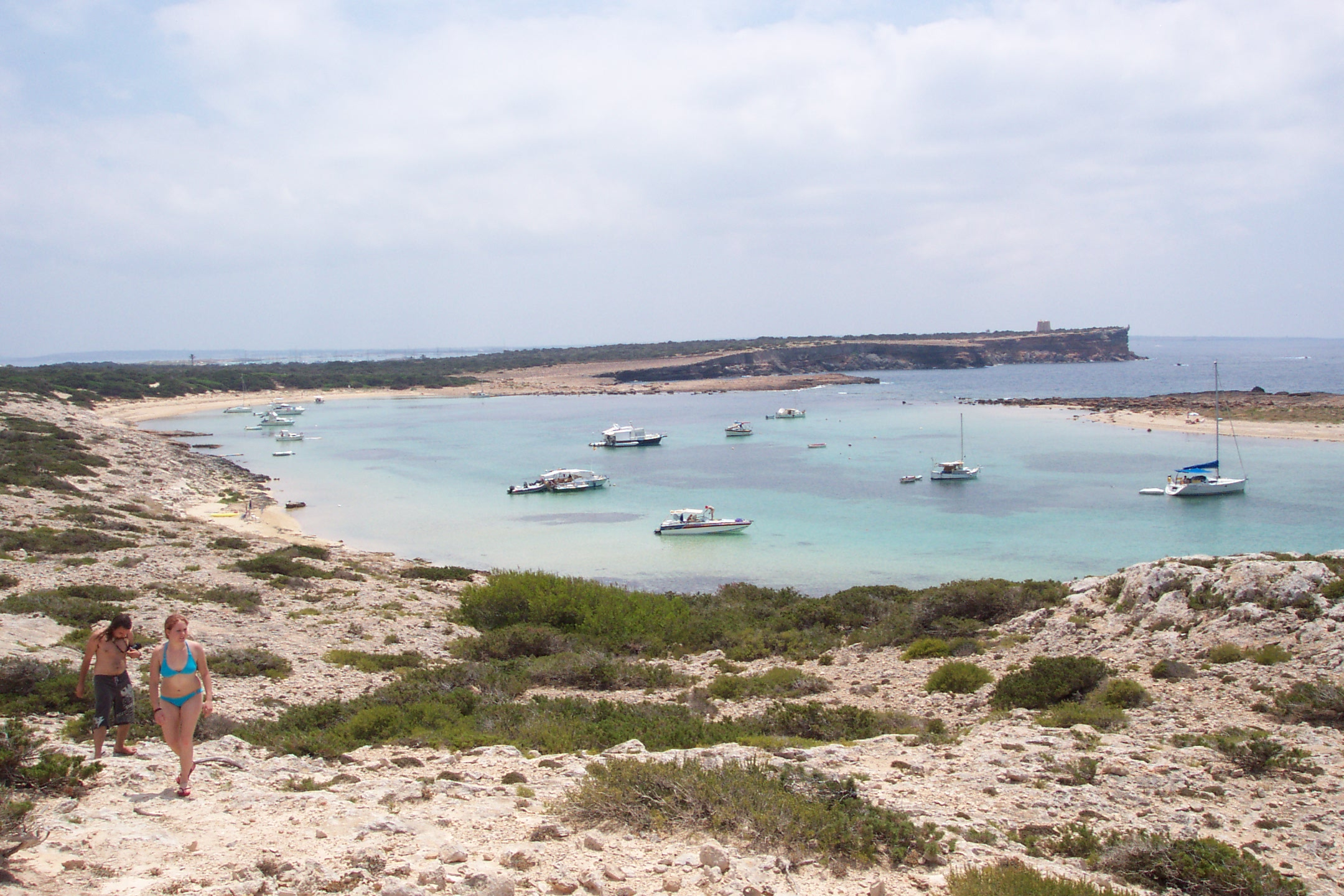
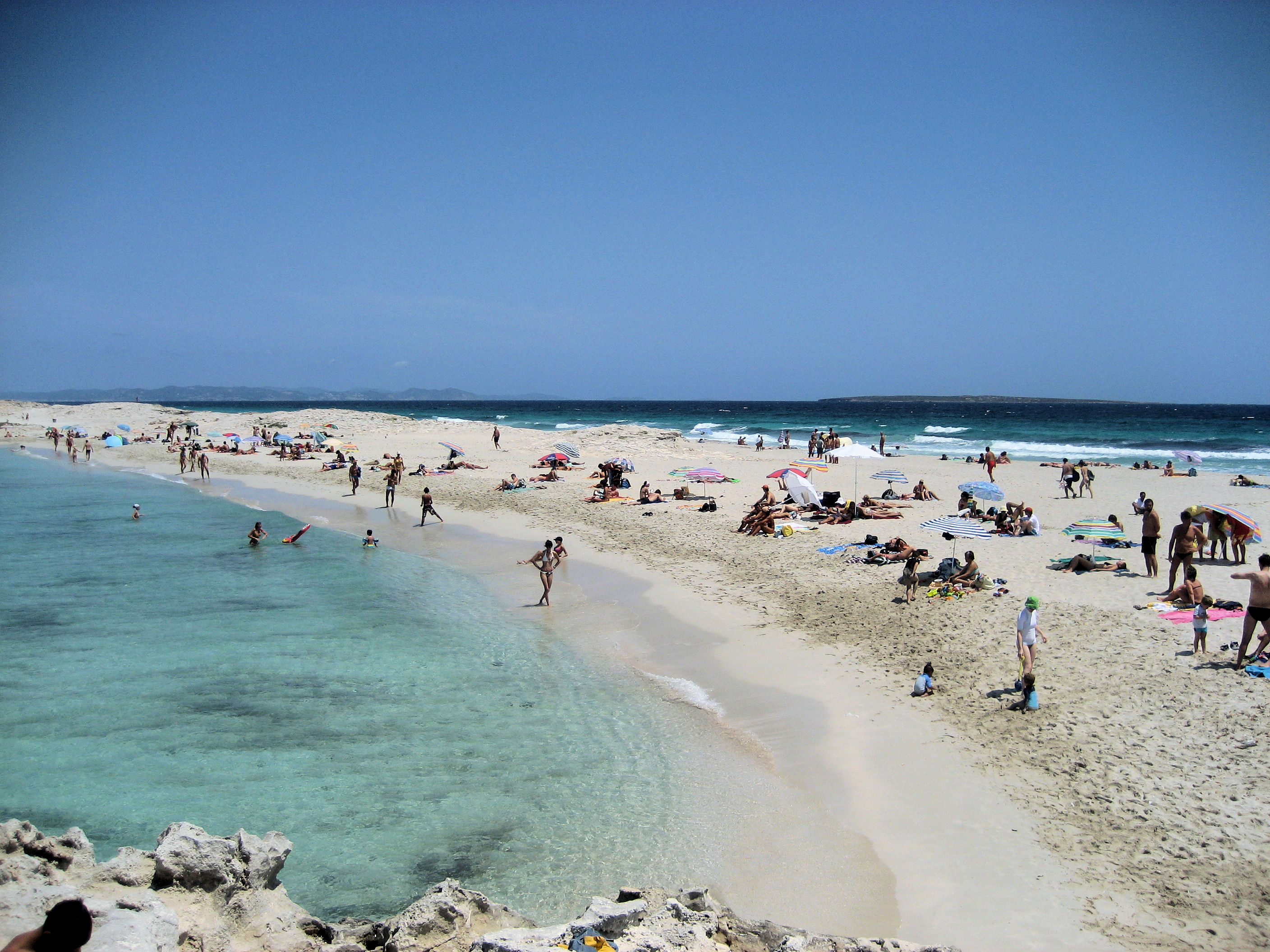
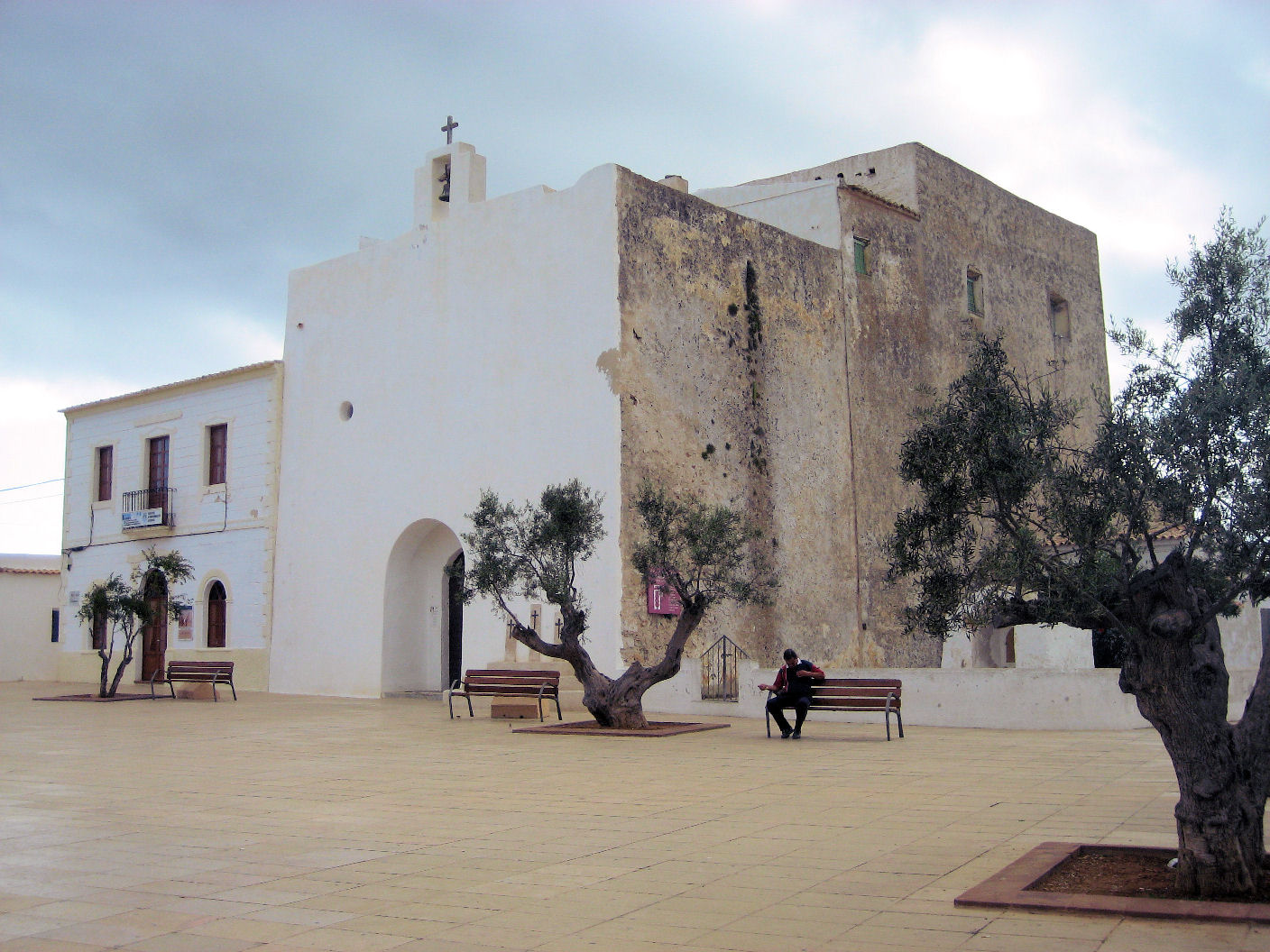